# مرکز خرید آک‌مرکز

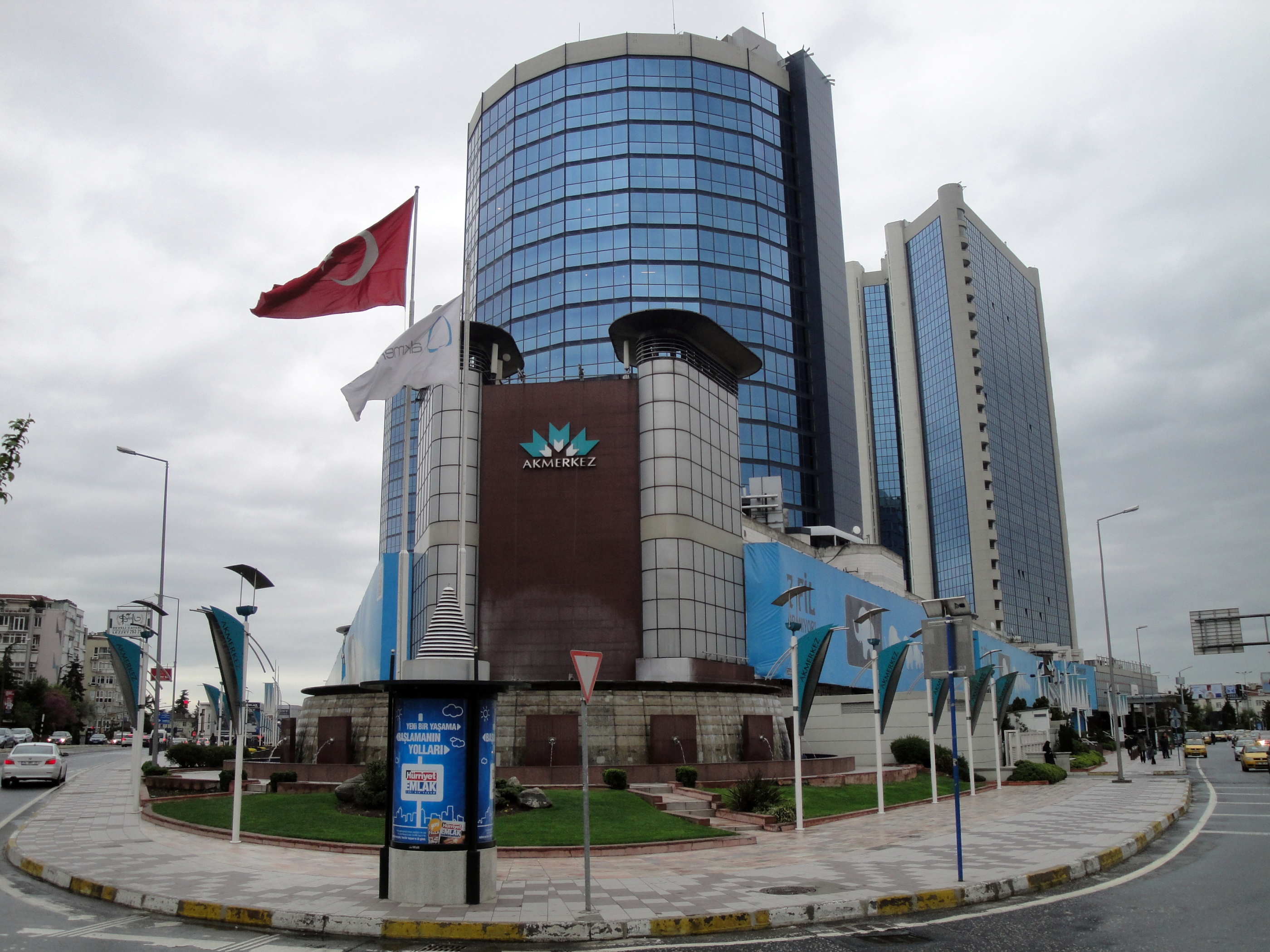
مرکز خرید آک مرکز

مرکز خرید آک مرکز (به انگلیسی: Akmerkez) یک مرکز خرید واقع در محله اتیلر در منطقه بشیکتاش در استانبول ترکیه است. این مرکز خرید به عنوان سومین مرکز خرید کشور پس از Galleria Ataköy و Capitol، توسط سرمایه‌گذاری مشترک شرکت‌های Akkök, Tekfen و İstikbal در ۱۸ دسامبر ۱۹۹۳ افتتاح شد.
مجموعه Akmerkez مساحتی به وسعت ۱۸۰۰۰۰ متر مربع (۴۴ جریب) را پوشش می‌دهد و شامل یک مرکز خرید چهار طبقه است که دو برج در مجموع ۳۱ طبقه فضای اداری را شامل می‌شود، دو برج آن ۱۴ و ۱۷ طبقه و برج سوم ۲۴ طبقه مسکونی است. منطقه خرید که ۲۴۶ فروشگاه را به بازدیدکنندگان ارائه می‌کند، در یک منطقه مثلثی شکل که از طریق ۳ دهلیز به راه‌های اصلی اطراف متصل است، گسترده شده‌است. مساحت کل فروشگاه قابل اجاره ۳۵۰۰۰ متر مربع (۳۸۰۰۰۰ فوت مربع) است. ۴۱ پله برقی، ۲ آسانسور پانوراما و ۳۰ آسانسور وجود دارد. نظافت، امنیت و نگهداری عمومی آن نیز توسط ۲۵۰ نفر نیروی خدماتی انجام می‌شود.
در سال ۲۰۰۵، این مرکز خرید به یک شرکت سرمایه‌گذاری املاک و مستغلات تبدیل شد و ۴۹ درصد از سهام به مردم عرضه شد. شرکت هلندی سرمایه‌گذاری املاک و مستغلات Corio 46.9% از سهام عمومی را در اختیار دارد.
نزدیک به ۳۶۰۰۰ تا ۳۸۰۰۰ بازدیدکننده در روزهای هفته و ۵۰۰۰۰ در آخر هفته‌ها از اکمرکز بازدید می‌کنند. تعداد بازدیدکنندگان به حدود ۱٫۵ میلیون در ماه، یا ۱۴ میلیون در سال رسیده‌است. گزارش شده‌است که میانگین زمان بازدید از این مرکز خرید با سه ساعت و نیم، بیشتر از میانگین جهانی است.

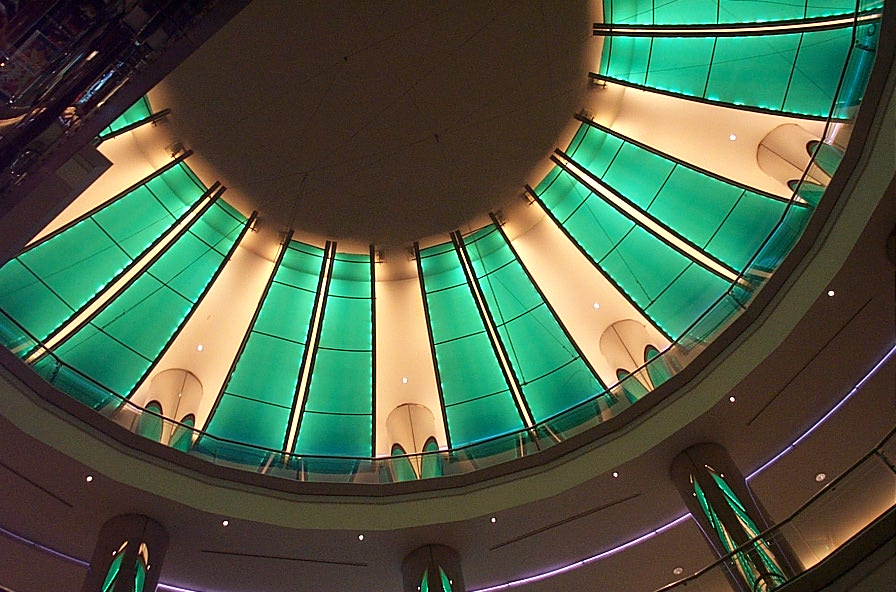
نمایی درونی مرکز خرید آک مرکز

این مرکز خرید در سال ۲۰۰۲ میزبان نمایشگاه‌ها و رویدادهای هنری با آثار هنرمندان برجسته بود.